# Comanopa puertoricensis
Comanopa puertoricensis är en insektsart som beskrevs av Caldwell 1952 . Comanopa puertoricensis ingår i släktet Comanopa och familjen dvärgstritar. Inga underarter finns listade i Catalogue of Life.